# هيفن إز
«هيفن إز» (بالإنجليزية: Heaven Is)‏ هي أغنية لفرقة الهارد روك البريطانية ديف ليبارد من ألبومها من عام 1992، أدرينالايز. وصلت الأغنية للمرتبة 13 في المملكة المتحدة.
في تصريح لجو إليوت في الألبومين التجميعيين روك أوف إيجز: ذا ديفينيتف كوليكشن وبيست أوف ديف ليبارد، أشار أن الغناء المساعد في الكورس بدا مشابهاً لذا بيتش بويز، وقال بأنها كانت المرة الأولى التي قامت فيها ديف ليبارد بهذا القدر من العمل. أشار أيضاً للأغنية بأنها «كوين أكثر من كوين».
قال فيل كولين في تصريح في الألبومين التجميعيين روك أوف إيجز: ذا ديفينيتف كوليكشن وبيست أوف ديف ليبارد أن هذه الأغنية كانت مكتوبة منذ سنين وأن أجزاء منها قد أُخذت من الأغنية «أرماغيدون إت».

## الأغنية المصورة
في تصريح لجو إليوت في الألبومين التجميعيين روك أوف إيجز: ذا ديفينيتف كوليكشن وبيست أوف ديف ليبارد، قال بأنه كره الأغنية المصورة.

## قائمة الأغاني

### سي دي: بلادجن ريفولا / LEPCD 9 (المملكة المتحدة) / 864 731-2 (دولياً)
1. «هيفن إز»
2. «شي'ز تو تاف»

ٍ# «إليكتد (مباشر)»
1. «ليتس غيت روكد (مباشر)»

- سُجلت إليكتد في تيلبورخ، هولندا في 1987، بينما سُجلت «ليتس غيت روكد» في بون، ألمانيا في مايو 1992.[1]

### 7": بلادجن ريفولا / LEP 9 (المملكة المتحدة) / 864 730-7 (دولياً) / القرص المحفور الموقَّع الإصدار الممتاز
1. «هيفن إز»
2. «شي'ز تو تاف»

- تحتوي هذه الأغنية المنفردة على توقيعات أعضاء الفرقة على الجانب الخلفي للقرص

### 12": بلادجن ريفولا / LEPX 9 (المملكة المتحدة) / 864 731-1 (دولياً) / قرص الصور
يحتوي قرص الصور للأغنية المنفردة 12«على رسم أدرينالايز منفجراً على الغلاف. يحتوي ظهر القرص على صورة لجو إليوت. يحتوي الكرتون الخلفي على معلومات الأغنية المنفردة 12» وصورة للفرقة. الصور من التقاط روس هالفين، والعمل الفني والتصميم لأندي إيرفيكس في ساتوري.
1. «هيفن إز»
2. «شي'ز تو تاف»

ُ# «ليتس غيت روكد (مباشر)»